# Elaeocarpus sericoloides
Elaeocarpus sericoloides är en tvåhjärtbladig växtart som beskrevs av Albert Charles Smith. Elaeocarpus sericoloides ingår i släktet Elaeocarpus och familjen Elaeocarpaceae. Utöver nominatformen finns också underarten E. s. diffusus.